# Trichosphaeropsis crescentiae
Trichosphaeropsis crescentiae är en svampart som beskrevs av Bat. & Nascim. 1960. Trichosphaeropsis crescentiae ingår i släktet Trichosphaeropsis, divisionen sporsäcksvampar och riket svampar.   Inga underarter finns listade i Catalogue of Life.